# Amphiura microplax
Amphiura microplax is een slangster uit de familie Amphiuridae.
De wetenschappelijke naam van de soort werd in 1936 gepubliceerd door Theodor Mortensen.